# 烏斯彭卡

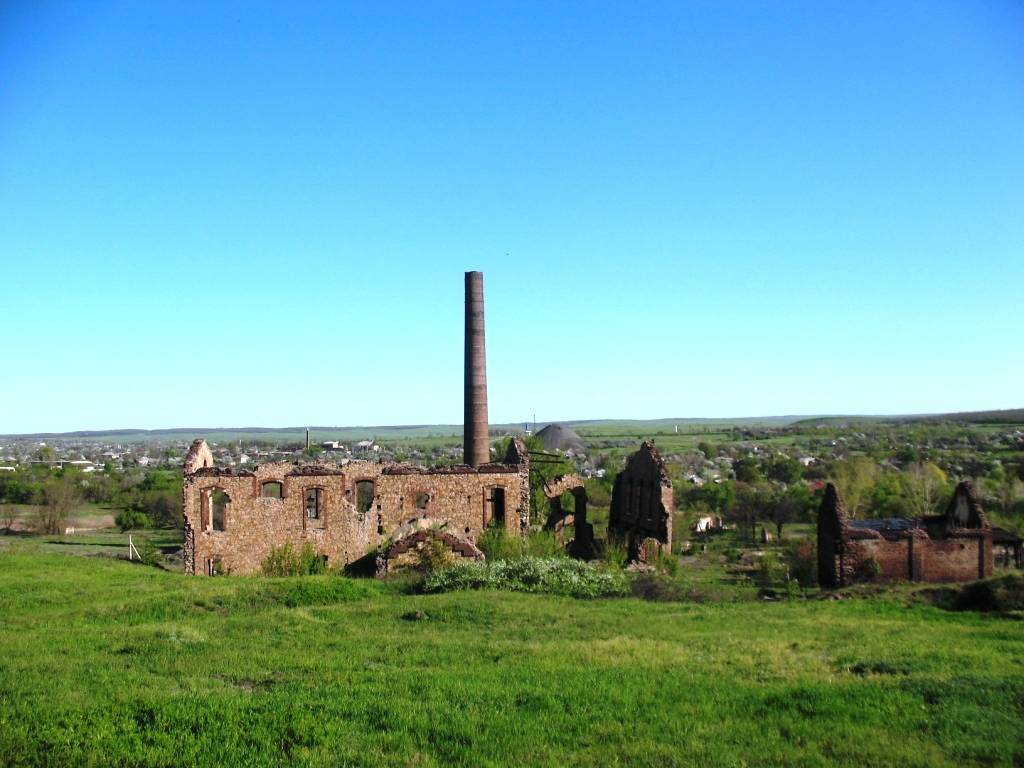
工厂废墟

烏斯彭卡是位於烏克蘭東部的市級鎮，由盧甘斯克州卢甘斯克区的盧圖希內市鎮負責管轄。該鎮始建於1755年，面積4.69平方公里，2011年人口8,974，人口密度每平方公里1,913.4人。